# توم إيبرسن
توم إيبرسن (بالإنجليزية: Tom Epperson)‏ هو كاتب سيناريو أمريكي، ولد في 1951.

## وصلات خارجية
- توم إيبرسن على موقع IMDb (الإنجليزية)
- توم إيبرسن على موقع ألو سيني (الفرنسية)
- توم إيبرسن على موقع أول موفي (الإنجليزية)
- توم إيبرسن على موقع قاعدة بيانات الأفلام السويدية (السويدية)
- توم إيبرسن على موقع قاعدة بيانات الفيلم (الإنجليزية)
- توم إيبرسن على موقع كينوبويسك (الروسية)